# Куинси Джоунс
Куинси Джоунс (пълно име Куинси Дилайт Джоунс – младши, на английски: Quincy Delight Jones, Jr.) е американски музикален и телевизионен продуцент, аранжор, диригент, композитор и тромпетист. Кариерата му обхваща шест десетилетия в развлекателната индустрия, 79 номинации и 27 награди Грами, включително Грами Легенда през 1991 г.
През 1968 г. Джоунс и неговият съавтор на музика Боб Ръсел стават първите афроамериканци, номинирани от Академията за най-добра оригинална песен – „Очите на любовта“ от филма на Universal Pictures „Banning“. Същата година в рамките на едно издание е номиниран два пъти за Най-добра оригинална музика към филма „In Cold Blood“ от 1967 г. През 1971 г. на Джоунс е оказана честта да бъде първият афроамериканец музикален режисьор и диригент на церемонията. През 1995 получава хуманитарната награда на Академията „Джийн Хершолт“. Заедно със саунд – дизайнера Уили Бъртън са двамата най-номинирани за Оскар афроамериканци (по 7). Още една хуманитарна награда включва биографията на Куинси Джоунс – на BET (Black Entertainment Television Awards) за 2008 г. В биографичния филм за Рей Чарлз „Рей“, Джоунс е изигран от Ларенц Тейт.

## Ранни години
Роден е в Чикаго в семейството на Куинси Дилайт Джоунс и Сара Франсис. Бащата е полупрофесионален бейзболист и дърводелец, а майката – банков служител. Когато е на 10, заедно с родителите си се мести в Бремъртън, Вашингтон, където посещава Garfield High School, близо до Сиатъл. Именно в Сиатъл, на 14-годишна възраст, се запознава с Рей Чарлз след едно негово участие в Elks Club на Медисън Стрийт. Чарлз, по негови думи, е пример в началото на кариерата му, най-вече с начина, по който преодолява трудностите от зрителното увреждане, при постигане на музикалните си цели.
Братът на Джоунс, Ричард, е федерален съдия в Сиатъл и председателства няколко нашумели дела, включително по случая с Гари Риджуей – прословутото дело Green River Killer.
През 1951 г. Джоунс печели стипендия за „Шилингър Хаус“ (сега „Бъркли Колидж ъф Мюзик“) в Бостън, Масачузетс. По-късно той изоставя занятията, приемайки предложение за гастроли с оркестъра на Лайънъл Хемптън. По време на турнето се проявява талантът му в аранжимента. Усилията в тази насока продължават и по-късно, когато се премества в Ню Йорк, като от способностите му се възползват артисти като Каунт Бейси, Сара Вон, Даная Уошингтън, Джийн Крупа и вече близкия му приятел Рей Чарлз.

## Музикална кариера
През 1956 г. Джоунс концертира с Дизи Гилеспи Бенд на турнета в Средния Изток и Южна Америка, финансирани от United States Information Agency. След завръщането в САЩ той подписва с ABC-Paramount Records и започва своя самостоятелна студийна кариера със свой бенд.
През следващата 1957 г. бъдещият мениджър се установява в Париж, където учи композиция и теория при Надя Буланже и Оливие Месиен. Едновременно с това става музикален директор на Barclay Disques – френския клон на „Меркюри Рекърдс“ и изнася концерти в зала „Олимпия“.
50-те са успешен период за Джоунс, който гастролира из цяла Европа с различни оркестри, включително и като музикален директор на шоуто на Харолд Арлен Free and Easy.
С музиканти от въпросното шоу Джоунс създава свой собствен биг бенд от 18 музиканти под името The Jones Boys. В него са басистът Еди Джоунс и приятелят на Куинси – тромпетистът Роналд Джоунс. Скоро след сформирането си оркестърът е на турне в Европа и Северна Америка. Въпреки успеха на музикантите и екзалтираните почитатели навсякъде, приходите от концерти са несъразмерни с капацитета на състава (някои от които пътуват със семействата си). Лошите разчети поставят Джоунс в затруднено положение и финансова криза. По-късно пред Musician magazine лидерът споделя:
Бяхме най-добрият джаз бенд на планетата и все пак гладувахме. Постепенно започнах да осмислям връзката между музика и музикален бизнес. Оцеляването ни зависеше от това да разбера разликата между двете.
Ървинг Грийн, шеф по това време на Mercury Records, подава ръка на Джоунс, с личен заем и нова работа като музикален директор на New York division, където работи с Дъг Муди, създател по-късно на Mystic Records.

## 60-те. Пробив и популярност
През 1964 г. Джоунс е повишен до поста вицепрезидент на компанията – първият афроамериканец на такава длъжност в лейбъл, собственост на бели. Вниманието му се насочва към една територия, дълго време забранена за чернокожи музиканти – филмовата музика. По покана на режисьора Сидни Лъмет Джоунс композира саундтрака към филма „Лихварят“, който е първият от 33-те филма с негова музика. След успешния филмов дебют Джоунс напуска Mercury Records и се установява в Лос Анджелис. Тук той се отдава изцяло на филмовата музика. Следващите пет години списъкът включва Тънка нишка (със Сидни Поатие), Върви, не бягай!, Хладнокръвно, В разгара на нощта, Денди в желе, Златото на Маккена, Италианска афера, Боб & Керъл & Тед & Алис, Изгубеният човек, Кактус и Бягството. Негова е и мелодията към ситкома Станфорд и Син – Биячът – с участието на приятеля му Ред Фокс.
60-те са период на сътрудничество с едни от най-знаковите артисти на американската сцена. От таланта на аранжор на Джоунс се възползват Ела Фицджералд, Сара Вон, Франк Синатра, Били Екщайн, Пеги Ли и Даяна Уошингтън. Соловите му „Walking in Space“, „Gula Matari“, „Smackwater Jack“, „You've Got It Bad“, „Girl“, „Body Heat“, „Mellow Madness“, и „I Heard That!“ също получават признание. Много популярна е композицията „Soul Bossa Nova“ от албума Big Band Bossa Nova (1962 г.). Тя е позната като мелодията на Световното първенство във Франция (1998 г.), сериала Definition, филмът на Уди Алън „Взимай парите и бягай“ и сериите за Остин Пауърс. Използвана е от канадската хип-хоп формация Дрийм Уориърс за песента им My Definition of a Boombastic Jazz Style.
В началото и средата на 60-те Джоунс продуцира успешната по това време певица Лесли Гор, с която успяват да продадат милиони копия от сингли като „It's My Party“ (Англия №8; САЩ №1), „Judy's Turn To Cry“ (САЩ №5), „She's A Fool“ (САЩ №5) – 1963 г., и „You Don't Own Me“ (САЩ №2 четири седмици през 1964 г.) Съвместната им работа продължава до 1966 г.
Албумът на Джоунс The Dude (Контето) – 1981 г. включва няколко сингъла като Ai No Corrida (в оригинал на Чез Дженкъл), „Just Once“ и „One Hundred Ways“, последните две донесли успех по-късно и на Джеймс Инграм.
През 1985 г. Куинси Джоунс създава музиката към едноименната филмова адаптация на романа „Пурпурен цвят“ на режисьора Стивън Спилбърг. Той и Джери Голдсмит са единствените композитори (като изключим Джон Уйлямс), с които работи Спилбърг. След Американските музикални награди през 1985 г. Джоунс използва влиянието си, за да организира запис на песента „Ние сме светът“ (We are the World) с благотворителна цел – подпомагане на гладуващите в Етиопия. В студиото вземат участие едни от най-големите звезди на музикалния шоубизнес в САЩ. На удивените на способността му да превръща работата в сътрудничество, той само посочвал табелката на входа, която гласяла „Провери егото си на вратата“.
През 1988 г. Quincy Jones Productions се обединява с Warner Communications и така се ражда Quincy Jones Entertainment. Подписани са договори за десет филма (с Уорнър Брос) и такъв за две серии (с NBC Productions). Сериалът „Принцът от Бел Еър“ е завършен през 1990 г., но In the House е отхвърлен на ранен етап.
Още от края на 70-те Джоунс се опитва да убеди Майлс Дейвис да изпълни на живо някои творби от своите класически албуми, издадени 60-те и аранжирани от Гил Евънс, но тромпетистът отказва с аргумента, че не желае да възкресява миналото. През 1991 г. Дейвис, покосен от пневмония, се съгласява най-сетне, като изнася концерт в Монтрьо. Записът от лайфа, озаглавен Miles & Quincy Live at Montreux е последният албум с участието на великия музикант (умира няколко месеца след това) и е окачествен като артистичен триумф.
През 1993 г. Джоунс и Дейвид Салцман продуцират An American Reunion, концерт по-случай встъпването в длъжност на новоизбрания президент на САЩ Бил Клинтън. По-късно същата година Quincy Jones Entertainment прераства в Quincy Jones/David Salzman Entertainment, компания продуцираща различни медийни прояви – концерти, филми, ТВ програми и шоута и дори 2 списания (Vibe и Spin).
2001 г. е издадена автобиографията Q: The Autobiography of Quincy Jones. От 31 юли 2007 г. с партньорството на Wizzard Media започва Quincy Jones Video Podcast, в което импресариото споделя опита и познанията си в областта на музикалната индустрия. Първият епизод показва работата в студио върху песента на Селин Дион I Knew I Loved You, включена в трибюта на Енио Мориконе We All Love Ennio Morricone. Албумът Send Love на Анита Хол от 2009 г. е продуциран също от Джоунс.

## СМайкъл Джексън
По време на снимките на филма The Wiz (1978 г.) Майкъл Джексън моли Джоунс да му препоръча наколко имена, подходящи за продуценти на негови евентуални солови проекти. Мениджърът споменава някои, като включва и себе си в списъка, разбира се ако Джексън има желание. Последният отговаря, че има и резултатът – Off The Wall (1979 г.) с 20 млн. продадени копия превръщат Джоунс в най-успешния студиен продуцент по това време. 110 млн. продажби носи следващото творение на тандема Джоунс/ Джексън – Thriller (1982 г.) – с ненадминат успех. При Bad (1987 г.) цифрата е „по-скромна“ – 45 млн. Студийната работа по този албум се оказва последна за двамата, като изключим специалните издания на тези три плочи от 2001 г.
На въпрос би ли работил отново с Джоунс, през 2002 г., Джексън е красноречив – Вратата за него винаги е отворена!. През 2007 г. от New Musical Express (NME) задават подобен въпрос на Куинси Джоунс. Отговорът гласял: Човече, моля те! Вече сме работили заедно. Говорил съм с него за това, чакат ме още много неща, имам 900 продукта, а съм и на 74.
След като научава за смъртта на „Краля“ Джоунс казва:
Опустошен съм. Да бъде отнет от нас на такава възраст... просто нямам думи. Бог ни събра заедно в края на 70-те и ни позволи да разгърнем способностите си през 80-те. Off The Wall, Thriller и Bad сега се слушат навсякъде и причината за това е, че той притежаваше всичко необходимо за целта – талант, грация, професионализъм и всеотдайност. Майкъл е ненадминат творец, неговият принос и наследство ще се усещат по света завинаги. Днес загубих по-малкия си брат и част от душата ми си отива заедно с него.“

## СФранк Синатра
Творческият път на двамата се пресича за пръв път през 1958 г. когато Синатра пее на благотворителен концерт в Монако по покана на принцеса Грейс, организиран от Джоунс. Шест години по-късно той аранжира втория му албум – с оркестъра на Каунт Бейси – It Might as Well Be Swing. Дирижирането и аранжиментите на записания и издаден през 1966 г. концерт Sinatra at the Sands (отново с бенда на Бейси) също е дело на Джоунс. Подобна е ролята му в концерта с цел набиране на средства от 1965 г. в Dismas House (Сейнт Луис, Мисури) с участието на Синатра, Сами Дейвис Джуниър, Дийн Мартин и Джони Карсън. Той е излъчен в кината на много градове в Щатите, а по-късно излиза и на DVD. Същата година на 16 октомври Джоунс е част от тв шоуто The Hollywood Palace с тандема Синатра / Бейси. Деветнадесет години по-късно той е продуцент на студийния L.A. Is My Lady, след като проектът на Синатра с Лена Хорн за съвместна плоча пропада.

## Бразилска култура
Джоунс е голям почитател на бразилските културни традиции и една от последните му идеи е създаването на филм за Карнавалът в Рио. Следващите суперлативи говорят много за възхищението, което изпитва към тази проява: „едно от най-зрелищните духовни събития в света“; за Симоне (Симоне Бетенкорт де Оливейра) – „един от най-великите гласове в света“; за Иван Линс, Милтон Насименто и Гилсон Перанзета – „едни от най-добрите аранжори и музикални продуценти“; за перкусиониста Паулиньо да Коща – „един от най-добрите в бизнеса“. Всички те са близки приятели и партньори в последните проекти на Джоунс.

## Медийни изяви
Джоунс се появява за кратко в клипа на американската банда The Time – Jerk Out през 1990 г. Той е и гост-актьор в един от епизодите на The Boondocks, където заедно с главния герой Хюи Фриман, продуцират коледно тържество в основното училище. Участва заедно с Рей Чарлс в клипа на песента им One Mint Julep. Двамата се появяват заедно с Шака Кан и във видеото на I'll Be Good to You.
Джоунс е домакин в едно от предаванията на дългогодишното шоу Saturday Night Live (SNL) на 10 февруари 1990 г. Епизодът се запомня с участието на 10 госта от музикалния бизнес – Тевин Кембъл, Андре Крауч, Сара Крауч, Кул Мо Ди, Биг Деди Кейн, Мели Мел, Куинси Ди III, Сидай Гарет, Ал Жаро и Тейк Сикс. За изпълнението на пиесата на Дизи Гилеспи Manteca Джоунс дирижира бенда на шоуто. По-късно между 1995 г. и 2009 г. той продуцира свое собствено комедийно предаване – MADtv, конкуриращо SNL.
През 1999 г. в анимацията на Уолт Дисни Fantasia 2000, Джоунс представя част от Гершуиновата „Рапсодия в синьо“. Две години по-късно той играе себе си (камео роля) в Austin Powers in Goldmember. На 10 февруари 2008 г. Джоунс и Ъшър обявяват награда „Грами“ за албум на годината на Хърби Хенкок. На 6 януари 2009 г. той гостува в шоуто на NBC с водещ Карсън Дейли – Last Call with Carson Daly. където споделя богатият си опит в музикалния бизнес. Дискутира се също и намерението Джоунс да стане първият Министър на културата след встъпването в длъжност на новия 44 президент на САЩ Барак Обама. Карсън спомена факта, че САЩ са една от малкото водещи държави заедно с Германия, в чието правителство няма подобна позиция.
На 12 декември 2009 г. Джоунс е поканен на парти на служителите на „Обединената автомобилна асоциация на Щатите“, а на 5 февруари – в късното шоу на Дейвид Летърман по CBS.

## Личен живот
Джоунс има седем деца и три брака:
- с Джери Колдуел (1957 – 1966) имат една дъщеря – Джоли Джоунс Левин
- с Ула Андерсън (1967 – 1974) – Мартина Джоунс и Куинси Джоунс III
- с актрисата Пеги Липтън (1974 – 1990) – две дъщери – актрисите Кидада и Рашида Джоунс

От кратката му връзка с Керъл Рейнолдс има дъщеря – Рейчъл Джоунс.
Между 1991 и 1995 г. Джоунс живее с Настася Кински, с която имат дъщеря Кения Джулия Маямби Сара Джоунс.
За телевизионната програма African American Lives Джоунс се подлага на ДНК тест, който показва европейските му корени по бащина линия, а по майчина – от племето такар (Западна Африка). Областта в Камерун, откъдето произлиза семейството, е известно със своята музика. При научаването на този факт първоначално Джоунс е бил силно изненадан. В интервю за Би Би Си, той споменава за наполовина уелския произход на своя баща. От страна на майка си той е и потомък на сестрата на Джордж Вашингтон – Бети Вашингтон Луис.
Джоунс никога не е шофирал и не се е учил, причина за което е инцидент с автомобил, в която е пътувал като пътник на 14-годишна възраст.

## Социална активност
Започва през 60-те с подкрепата на Мартин Лутър Кинг. Джоунс е един от създателите на „Институт за афроамериканска музика“ (IBAM), чиято цел е набиране на средства за създаване на библиотека на афроамериканска музика и изкуство. Той е и създател на Black Arts Festival в неговия роден Чикаго. През 70-те прави „Куинси Джоунс Уъркшоп“. Актьорско майсторство, музика и композиция са областите, в които младите хора развиват и усъвършенстват своите умения на семинарите в Лос Анджелис – мястото е „Център за изкуства Variety“. Сред възпитаниците е Алтон Макклейн, автор на хитове с Alton Mc Clain and Destiny и Марк Уилкинс, съавтор на песента Havin' A Love Attack с Mandrill и по-късно директор реклама в пънк / траш лейбъла Mystic Records. В продължение на много години той и Боно от „Ю Ту“ участват заедно в различни благотворителни кампании. Дело на Джоунс е и Quincy Jones Listen Up – фондация с нестопанска цел, насърчаваща образователния интерес у младежите към технологии, музика, култура и т.н. Една от програмите на фондацията е междукултурен обмен на млади хора в неравностойно положение от Лос Анджелис и Южна Африка.
През 2004 г. Джоунс помага за стартирането на проекта We Are the Future (WAF), даващ възможност на деца от бедни и конфликтни райони да изживеят своето детство и да развият у себе си чувство за недежда. Фондация Quincy Jones Listen Up и „Хани Масри“, Световната банка, Global Forum и други големи компании са в основата на това начинание, а концерт в Рим (Италия) пред половин милион души ознаменува събитието.
Джоунс подкрепя публично и организации като „Национална асоциация за подпомагане прогреса на цветнокожото население“ (NACCP), „Съюз на гейовете и лесбийките срещу клеветата“ (GLAAD), Peace Games, AmfAR (Фондация за изследване и превенция на СПИН) и фондацията „Майбах“. Той е в консултативния съвет на HealthCorps (Организация за повишаване на здравната култура в училищата, най-вече на малцинствените испански и афроамерикански групи.) На 26 юли 2007 г. Куинси Джоунс обявява подкрепата си за Хилари Клинтън в предстоящата президентска кампания. При избора на Обама той завяи, че на следващия разговор с президента, той ще отиде с молба за създаването на длъжност „Секретар на изкуствата“, предвид многобройните запитвания и предложения в интернет да се учреди подобна позиция на ниво министерство в неговата администрация.
От 2001 г. Джоунс е почетен член на борда на директорите в „Американската джаз фондация“. Работи за запазване домовете и подобряване живота на възрастни блус и джаз музиканти, включително оцелелите след урагана Катрина.
Джоунс и неговият приятел и основател на Liberty Starz Джон Си работят за създаването на „Световна фондация синдром на Даун“, инспирирана от внучката на Си, страдаща от тази болест.